# Злокућане (Липково)
Злокућане (мкд. Злокуќане) је насеље у Северној Македонији, у северном делу државе. Злокућане припада општини Липково.

## Географија
Злокућане је смештено у крајње северном делу Северне Македоније, на само километар јужно од српско-македонске границе. Од најближег већег града, Скопља, насеље је удаљено 35 km западно.
Насеље Злокућане је у североисточном делу историјске области Црногорје. Насеље је положено високо, изнад долине Липковске реке, у горњем делу тока, на висијама средишње Скопске Црне Горе. Надморска висина насеља је приближно 1.080 метара.
Месна клима је планинска због знатне надморске висине.

## Становништво
Злокућане је према последњем попису из 2002. године имало 12 становника. 
Претежно становништво у насељу су били Албанци (100%).
Већинска вероисповест било је ислам.